# Editoria & Spettacolo
Editoria & Spettacolo di Maximilian La Monica I.i. est une maison d'édition italienne, fondée en 2001 à Rome, à l'initiative de Maximilien La Monica, spécialisée dans la publication des éditions du théâtre et du spectacle. Elle a aujourd'hui son siège à Spolète, dans la province de Pérouse, en Ombrie.

## Auteurs
Parmi les auteurs qui ont été publiés ou sont publiés citons :
- Sergi Belbel
- Carmelo Bene
- Peter Biskind
- Chiara Boscaro
- Carlo Cecchi
- Ascanio Celestini
- Martin Crimp
- Marco Di Stefano
- Davide Enia
- Georges Feydeau
- Marcello Fois
- Jon Fosse
- Gabriele Frasca
- Ramon Griffero
- Andy Hamilton
- Hugo von Hofmannsthal
- Israel Horovitz
- Antonio Latella
- Mario Martone
- Lina Prosa
- Olivier Py
- Ferdinand Raimund
- Mark Ravenhill
- Paolo Ruffini
- Tiziano Scarpa
- Toni Servillo
- William Shakespeare.

## Collections
Editoria & Spettacolo publie les collections suivantes :
- Antigone (théâtre)
- Canti (écriture et poèmes contemporains)
- disseminazioni (essais et pièces de théâtre)
- È (projet éditorial de Ente Teatrale Italiano)
- faretesto (théâtre contemporain italien)
- Fuori Collana (contributions collectives et éditions variées)
- ideAzioni (monographies consacrées à des artistes de la scène contemporaine)
- Percorsi (pièces de théâtre, scénarios dramatiques)
- Programmi di sala
- ripercorsi (pièces de théâtre)
- Scritture (anthologies d'auteurs venus d'Europe et d'autres cultures, des monographies italiennes, des textes de théâtre expérimental, théâtre de poésie, textes thématiques)
- Sguardi di stranieri (photographie)
- Spaesamenti (théâtre et danse contemporaine)
- Teatro e dintorni (guide pour les arts de la scène)
- Tendenze (essais monographiques, études des phénomènes contemporains de la scène, guide pour les nouveaux langages de la recherche, des histoires du spectacle moderne, les techniques de performance et les générations, les théâtres de la frontière, les traductions littéraires)
- Visioni (monographies et essais de théâtre et performance).

## Autres activités
Editoria & Spettacolo exploite également deux portails sur le web :
- Teatro e Dintorni : un guide pour les arts de la scène, qui fournit des informations techniques sur les théâtres, les productions, les festivals, les services techniques, écoles, etc.;
- Cultura e Spettacolo : observatoire de divertissement intégré, centre d'études de recherche en ligne pour le développement de l'industrie du théâtre, du divertissement et de l'édition.

## Prix Fersen
Editoria & Spettacolo en 2004 a promu le Prix Fersen pour la promotion et la diffusion de l'art dramatique contemporain italien, dédié à Alessandro Fersen (it), dans ses sections « Opéra dramatique » et « Monologue ».
Depuis 2012, cette action se poursuit avec le Prix Fersen pour la mise en scène, pour les auteurs, directeurs, acteurs et/ou compagnie de théâtre qui proposent la construction de l'un des textes des lauréats du prix précédent.